# Thargelia sitiens
Thargelia sitiens är en fjärilsart som beskrevs av Rudolf Püngeler 1914. Thargelia sitiens ingår i släktet Thargelia och familjen nattflyn. Inga underarter finns listade i Catalogue of Life.